# Tommy Shaw
Tommy Roland Shaw (* 11. září 1953 Montgomery) je americký kytarista, zpěvák, skladatel, hudebník a producent, známý jako člen skupiny Styx.
Kromě Styx působil i v dalších skupinách jako Damn Yankees, Shaw Blades a vydal též několik sólových alb.

## Hudební kariéra
Narodil se v Montgomery v Alabamě, kde působil v několika lokálních skupinách. Po ukončení střední školy se odstěhoval do Chicaga, kde tři roky působil v různých skupinách jako The Smoke Ring a MSFunk, kde si jeho talentu všimli Styx. Když se skupina MSFunk rozpadla, vrátil se zpátky do Montgomery a připojil se ke skupině Harmony, přátelům z dětství se kterými vystupoval v klubu Keglers Kove. Poté, co Styx přešli k A&M, odešel od nich krátce před celostátním turné kytarista a zpěvák John Curulewski a Styx začali horečně shánět náhradu. Shaw dostal telefonicky nabídku zúčastnit se konkurzu v Chicagu. Shaw to komentoval: „Nasedl jsem do letadla hned druhý den a oni po mě vůbec nechtěli abych zahrál na kytaru, o kytaře nebyla vůbec řeč.“ Jakmile si Styx poslechli jeho demo nahrávky a Tommy dokázal, že je schopen zazpívat vysoké tóny v písni „Lady“, byl přijat.

## Styx v 70. letech
Shaw se připojil ke Styx v prosinci 1975. Jeho prvním albem se Styx bylo Crystal Ball (1976) a bylo pojmenováno podle jeho vlastní písně Crystal Ball. Následovalo album The Grand Illusion (1977), které se stalo průlomovým albem skupiny, které se stalo platinovým také díky jemu.
Osmé album skupiny Styx, Pieces of Eight, bylo průlomovým pro jeho skladatelský talent. Jeho rockově zaměřené příspěvky „Renegade“ a „Blue Collar Man“ byly největšími hity, které dosáhly pozic #16 a #21 v žebříčku Billboard Hot 100 Singles a staly se v 70. letech nejvíce hranými v rozhlasových stanicích a oblíbenými na koncertech skupiny Styx.

## Diskografie

### Sólová alba
- Girls with Guns (1984)
- What If (1985)
- Ambition (1987)
- Seven Deadly Zens (1998)
- The Great Divide (2011)

### Koncertní alba
- Live in Japan (1985)

### Styx
- Crystal Ball (1976)
- The Grand Illusion (1977)
- Pieces of Eight (1978)
- Cornerstone (1979)
- Paradise Theatre (1981)
- Kilroy Was Here (1983)
- Brave New World (1999)
- Cyclorama (2003)
- Big Bang Theory (2005)
- The Mission (2017)

### Damn Yankees
- Damn Yankees (1990)
- Don't Tread (1992)

### Shaw–Blades
- Hallucination (1995)
- Influence (2007)